# فيليب رايت
فيليب رايت (16 مايو 1903 - 21 ديسمبر 1968 في المملكة المتحدة) (بالإنجليزية: Philip Wright)‏ هو لاعب كريكت بريطاني (وحمل سابقاً جنسية المملكة المتحدة لبريطانيا العظمى وأيرلندا).